# Egidio Arévalo Ríos
Egidio Raúl Arévalo Ríos (Paysandú, 1 de gener de 1982), més conegut com a Arévalo Ríos, és un futbolista internacional uruguaià. Juga a la posició de migcampista i el seu equip actual és el Club Tijuana de Mèxic.

## Biografia
Nascut a Paysandú, Arévalo Ríos va jugar al Bella Vista de la seva ciutat de naixement i més endavant al Bella Vista Fútbol Club de Montevideo. A la primera divisió, destaca la seva participació en el Club Atlético Peñarol i en el Club de Fútbol Monterrey.
Amb la selecció de futbol de l'Uruguai va jugar a la Copa del Món de 2010, en un total de 7 partits, aconseguint el quart lloc. El 2011 participaria en la Copa Amèrica de l'Argentina, guanyant el torneig. És un migcampista defensiu.
El 31 de maig de 2014 va entrar a la llista definitiva de seleccionats per disputar la Copa del Món de Futbol de 2014 al Brasil.

## Referències

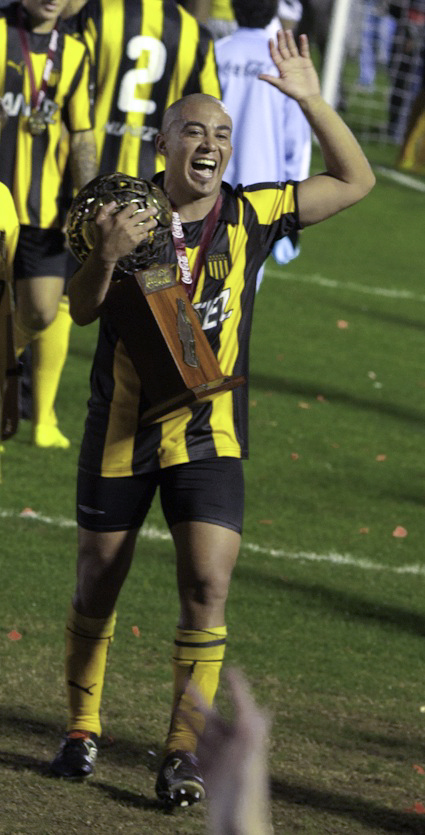
Arévalo Ríos